# Coleophora medicaginis
Coleophora medicaginis é uma espécie de mariposa do gênero Coleophora pertencente à família Coleophoridae.